# Glaphyria argentipunctalis
Glaphyria argentipunctalis is een vlinder uit de familie van de grasmotten (Crambidae). De wetenschappelijke naam van de soort is voor het eerst gepubliceerd door Hans Georg Amsel.
De soort komt voor in Venezuela.